# Czołnów (Borki)
Czołnów – część wsi Borki w Polsce, położona w województwie małopolskim, w powiecie dąbrowskim, w gminie Szczucin
W latach 1975–1998 Czołnów administracyjnie należał do województwa tarnowskiego.